# 甘露樹
甘露樹（あまづゆ たつき）は、日本のゲームクリエイター、イラストレーターである。株式会社アクアプラスのアダルトゲームブランドLeaf東京開発室所属。埼玉県出身。

## 略歴
- 有限会社アイデス（後のF&C）に入社。カクテル・ソフト所属となり、いくつかの作品でグラフィッカーとして従事の後、1996年に『Pia♥キャロットへようこそ!!』でメイン原画に抜擢される。
- 1997年『Pia♥キャロットへようこそ!!2』が大ヒットとなり注目されるが、程なくしてアイデスを退社。
- 1998年株式会社アクアプラスに入社。同社のLeaf東京開発室立ち上げメンバーの一人となる。
- 1999年旗揚作『こみっくパーティー』が大ヒットとなる。
- 2002年『うたわれるもの』で初の単独原画担当作品に従事
- 2004年『ToHeart2』が大ヒットとなり、翌2005年に同作の18禁版『ToHeart2 XRATED』も大ヒットとなり現在に至る。
- 2016年「Cut a Dash!!」サークルの同人誌として「90年代美少女ゲームの現場を今のうちに記録しておこう企画本。」から『16bitセンセーション』が同人誌として登場し、みつみ美里とともにイラスト担当。
- 2020年 KADOKAWAから商業誌版単行本『16bitセンセーション 私とみんなが作った美少女ゲーム』が発刊されみつみ美里とともに原案担当。作画担当は若木民喜）
- 2023年 16bitセンセーションがTVアニメ化、10～12月放映。(『16bitセンセーション ANOTHER LAYER』)

## 人物・エピソード
- 名前の由来は草の根BBS時代に使用していたハンドル名「かんろじゅ」[1]
- 愛称は「甘さま」（かんさま）など。しばしば「かんろじゅ」、「かんろ いつき」などと読み間違えられる。
- 自分がクリエイターとして大成する前はかなりのヘビーゲーマーで声優マニア。
  - 『ときめきメモリアル』のためにPCエンジンを購入。川口雅代（同作の声優の一人）の追っかけで千葉駅に行ったり、丹下桜にハマったりと声優にも造詣を深める。のちに自身が手がけた『うたわれるもの』のアニメ化の際に、主人公のハクオロ役を小山力也に、ヒロイン・エルルゥ役に柚木涼香を、サブヒロインの一人カミュ役には釘宮理恵にそれぞれ配役をしてほしいと明言をしていた（実際この発言によるものなのか偶然かは不明だが、アニメでの上記3人の配役に関しては甘露の明言した通りの配役が立てられた）。
  - 『あすか120%』で当時学生だった甘露は七瀬葵にハマり、X68000版とPCエンジン版でやりこんでいたという。甘露の画風に七瀬の影響が多少なりとも存在するのはこのため。
  - 『ロックマンDASHシリーズ』に登場する「トロン・ボーン」や『プリンセスクラウン』に登場する「グラドリエル」への思い入れは深く、ほぼ毎回自身の同人誌においてイラストを描いているほどである。
- 『Pia♥キャロットへようこそ!!』では初めメイン原画はNAK村（のちのなかむらたけし）に声がかかったが、NAK村が丁重に断ったため当時新人だった甘露にお鉢が回る事になる。ちなみに甘露を推したのはCHARM（のちの鷲見努）である。
- 『Pia♥キャロットへようこそ!!2』の発売日にみつみ美里らと秋葉原に状況視察に行った際、ファンにサイン責めにあう経験がある。

## 交友関係等
- 実際の関係は不明だが、なかむらたけしのことを「師匠」と呼んでいる。同人誌に寄稿してもらったことが何度かある。
- みつみ美里は仕事・同人にわたってベストパートナーとも言える存在。アダルトゲーム業界で甘露・みつみのコンビは業界屈指と言っても過言ではない（ペイラインが3000～5000、1万以上でヒットと呼ばれる業界で10万超え2本、5万超え3本の実績を持つ）。ゲームだけでなく同人においてもコンビ作でもある「16bitセンセーション」が書籍化・アニメ化までされて有名になる。
- ばんろっほ・武内よしみとも仲が良かったようで、かつては同人誌の執筆手伝いをしてもらっていた。二人とも現在は別の会社（ま～まれぇど）にいるため現在の交友関係は不明。

## 主な職歴
アダルトゲーム原画
- カクテル・ソフト（IDES→F&C）在籍時
  - Pia♥キャロットへようこそ!!
  - Pia♥キャロットへようこそ!!2
- Leaf（アクアプラス）在籍時（1998年以降）
  - こみっくパーティー
  - 猪名川でいこう!!
  - うたわれるもの
  - 天使のいない12月　＊CG監修として参加
  - アルルゥとあそぼ!!
  - ToHeart2 XRATED
  - ToHeart2 AnotherDays
  - 君が呼ぶ、メギドの丘で

一般ゲーム原画
- カクテル・ソフト（IDES→F&C）在籍時
  - Piaキャロットへようこそ!!
- Leaf（アクアプラス）在籍時（1998年以降）
  - こみっくパーティー
  - ToHeart2
  -  うたわれるもの 散りゆく者への子守唄
  - うたわれるもの 偽りの仮面
  - うたわれるもの 二人の白皇

画集
- 1998-2006 Leaf Illustrations TATSUKI AMADUYU EDITION

その他
- ぴあきゃろTOYBOX（カクテル・ソフト）

開発には関わっていないが、在籍時のインタビュー等が収録されている。
- ぴあきゃろG.O. TOYBOX ～サマーフェア～（カクテル・ソフト）

開発には関わっていないが、カクテル・ソフト在籍時の書き下ろしイラスト等が収録されている。

## 同人活動
- はじめ『甘味堂』（かんみどう）という名の同人サークルを主宰していたが、1997年冬のコミックマーケットで解散し、1998年以降は『Blazer-One』（ブレザー・ワン）という新たなサークルを結成し現在に至っている。みつみ美里のサークル『Cut a Dash!!』に原稿参加の形態をとることもある。
- みつみ美里のサークル『Cut a Dash!!』にて同人作品「16bitセンセーション」もみつみと共に共同制作の形態をとっている。また、書籍化・アニメ化（16bitセンセーション ANOTHER LAYER）においてもみつみとともに原作・原案担当となっている。